# Lin Meei-shiou
Lin Meei-shiou (林美秀T, Lín MěixiùP; 29 aprile 1961) è un'ex cestista taiwanese.

## Carriera
Con Taiwan ha disputato i Campionati mondiali del 1986.